# Sistema automático de tratamiento de equipajes

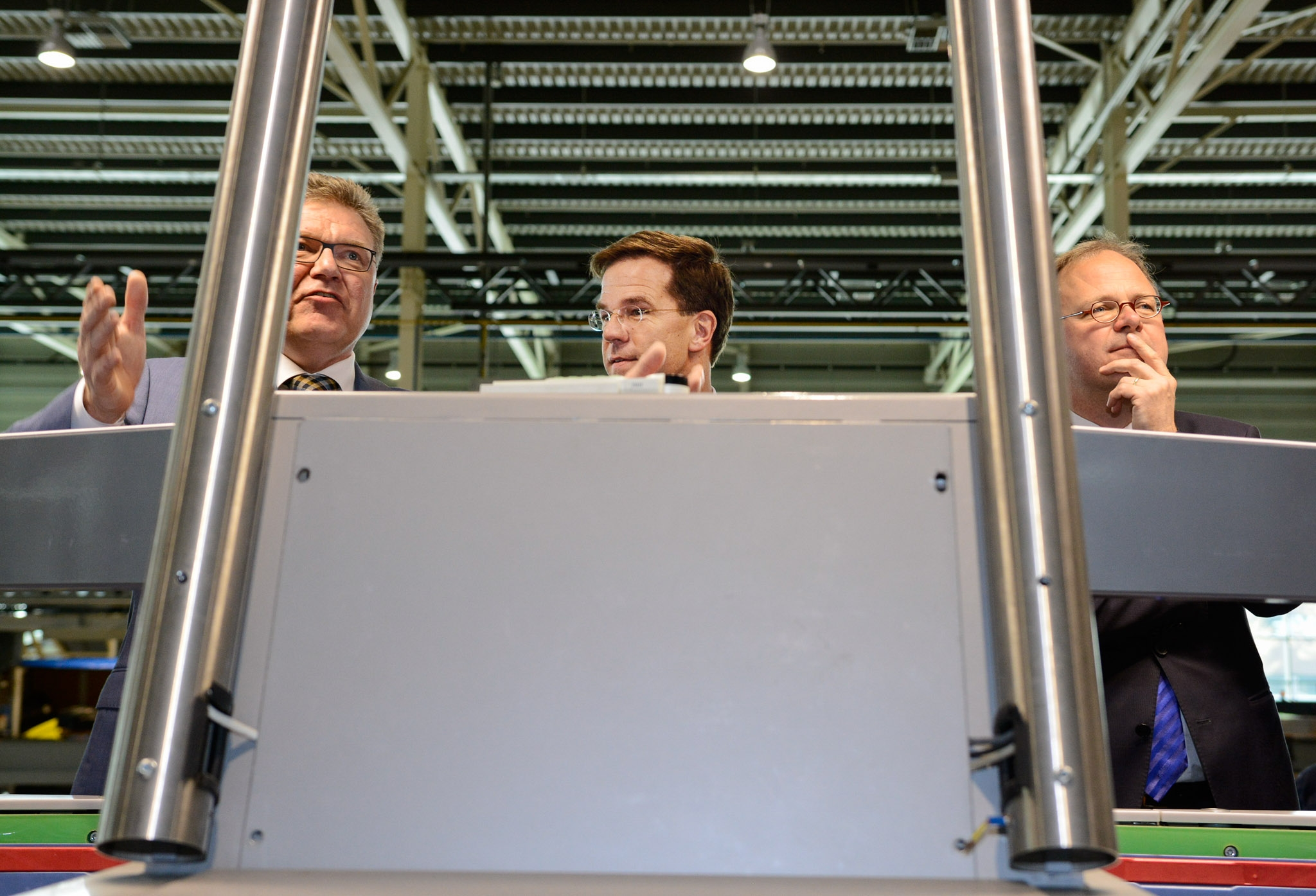
Una empresa que se enfoca en la automatización de procesos logísticos.

El Sistema Automático de Tratamiento de Equipajes, comúnmente abreviado como SATE, es un sistema para la gestión de equipajes utilizado en aeropuertos. Se trata de una red de cintas transportadoras las cuales mediante un sistema automatizado trasladan el equipaje dentro del sistema aeroportuario. Si el sistema incluye la inspección de equipajes, es denominado «Sistema Automático de Tratamiento e Inspección de Equipajes».

## Origen
En los comienzos de la aviación, el tratamiento de equipajes no suponía un problema, debido a que no había tanto volumen de vuelos y la mayoría de los vuelos eran de punto a punto.
A partir de entonces, ha habido un incremento continuo de la demanda de vuelos y los aeropuertos han aumentado en tamaño, por lo que el tratamiento de los equipajes se ha complicado en gran medida. Esto es mayor en los aeropuertos tipo HUB, donde es necesario reducir los tiempos entre vuelos lo máximo posible.

## Criterios de eficiencia
La IATA establece criterios necesarios para un sistema eficiente, permitiendo una coordinación mejor entre aeropuertos. Estos criterios incluyen los siguientes aspectos:
- Movimientos rápidos, simples y requerir el menor número de intervenciones de handling.
- Capacidad del sistema proporcional al número de estacionamientos, volumen y tipo de tráfico.
- Mínimo número de giros y cambios de nivel.
- Pendientes máximas 18º (para la prevención de daños en equipajes).
- El movimiento de equipajes no debe interferir con el de pasajeros, tripulaciones o la carga.
- Prever elementos necesarios para el transporte de equipajes en conexiones.
- La circulación en plataforma no debe estar dificultada por ningún tipo de control.
- Si aún no existe, prever espacios para inspección 100%.
- Prever redundancias para que el sistema siga funcionando si una parte falla.

## Partes integrantes del sistema
Un SATE está compuesto por las siguientes partes o sistemas y, a su vez, estos se dividen en otros subsistemas.

### Sistema de salidas de origen/conexiones
- Subsistema de entrada:
  - Facturación (pesado, etiquetado, CUTE).
  - Entrada conexión (lector etiquetas o etiquetado manual).

- Subsistema de clasificación:
  - Específico de sistemas automatizados.
  - Rutas en función de recorridos, averías…
  - Normalmente: lectoras intercaladas, desviadores, tilt trays, empujadores, circuitos de recirculación…

- Subsistema de transporte: de mostradores, colectores, transporte, circuitos de clasificación, alimentadoras de patios, de ínterconexión, de almacén, de transferencia, de equipajes especiales, etc.
- Subsistema de almacenamiento: equipajes tempranos.
- Subsistema de salida: patio de carrillos, carrillos, pallets…

### Sistema de llegadas de destino final
- Subsistema de entrada: opcional si se usa transporte directo en carrillos.
- Subsistema de clasificación: opcional si se usa transporte directo en carrillos.
- Subsistema de transporte: cintas rápidas, trenes de carrillos.
- Subsistema de salida: hipódromos de recogida de equipajes más alimentación (opcional).

### Sistema de gestión y control
- Gestión central, control local, nivel de actuación local.
- Alberga subsistemas de supervisión y contraincendios.[1]

## Modo de operación
Cada maleta es identificada por su código de barras y comúnmente va en una bandeja que es identificada mediante un sistema RFID. En este caso, la matrícula de la bandeja y el código de barras de la maleta quedan vinculados y posteriormente mediante sensores la bandeja sigue la ruta predefinida que le lleve a su destino. El uso de bandejas con RFID supone, según IATA, un aumento de eficiencia del 80-90% al 95%.
Debido a la automatización es prácticamente imposible el extravío de un equipaje. Incluso es capaz de sacar maletas del recorrido si el vuelo va a salir con retraso e introducirlas en el momento que sea necesario.

## Tecnologías aplicables

### Tecnologías convencionales
Las características de las tecnologías convencionales son:
- Están suficientemente probadas en servicio y ofrecen datos disponibles sobre: capacidad, costes, fiabilidad…

- Un amplio abanico de proveedores por lo que se producen mejoras en precio por alta competitividad.

Las principales partes que se encuentran son:
- Cintas transportadoras convencionales.
  - Baja velocidad: Con velocidad menor a 1.5 m/s.
  - Alta velocidad: Con velocidad desde 1.5 m/s hasta 2.5 m/s.

- Sistema de identificación y control.
  - Arcos lectura láser automática de etiquetas.
  - Células fotoeléctricas de seguimiento.
  - Escáneres manuales y/o RFIDS.

- Sistemas para formación de carrillos/recogida equipajes:
  - Hipódromos, muelles de acumulación, tolvas y rampas.

- Sistemas de seguridad:
  - Máquinas de inspección niveles 1, 2 y 3.
  - Sistemas de inspección por vapores.
  - Sistema de conciliación equipaje/pasajero.

### Tecnologías de alta velocidad
Las características son las siguientes:
- Son capaces de cubrir distancias medias/largas.
- Desarrollan altas velocidades (hasta 5-10m/s).
- Complejidad del sistema de control.
- Mantenimiento individualizado a DCVs.
- Hay un menor número de proveedores, por lo que hay menor competitividad.

Los vehículos característicos de este tipo de tecnología son:
- DCVs tipo 1 o 2 (Vehículos con destino codificado, pueden escoger camino)
- Sistemas de bandejas sobre transportadores de banda.
- DCVs autopropulsados.[1]